# Frauenberg (Sankt Marein im Mürztal)
Frauenberg è una frazione di 147 abitanti del comune austriaco di Sankt Marein im Mürztal, nel distretto di Bruck-Mürzzuschlag (Stiria). Già comune autonomo, il 1º gennaio 2015 è stato aggregato a Sankt Marein im Mürztal.